# Thảm họa hàng không Kano
Thảm họa hàng không Kano xảy ra khi chuyến bay chở khách bằng máy bay Boeing 707-300C đã bị rơi khi đang cố gắng hạ cánh tại sân bay quốc tế Kano vào ngày 22 tháng 1 năm 1973. 170 hành khách và 6 phi hành đoàn đã thiệt mạng và chỉ 26 người sống sót trong vụ tai nạn thảm khốc nhất trong lịch sử Nigeria.

## Máy bay
Máy bay liên quan đến vụ tai nạn là một chiếc Boeing 707-3D3C, 2 tuổi, đăng ký JY-ADO, thuộc sở hữu của Alia Royal Jordanian Airlines, hoạt động thay mặt cho Nigeria Airways. Chiếc 707 cất cánh lần đầu vào năm 1971 và được trang bị 4 động cơ Pratt và Whitney JT3D. Nó có số sê-ri của nhà sản xuất (MSN) là 850.

## Chuyến bay

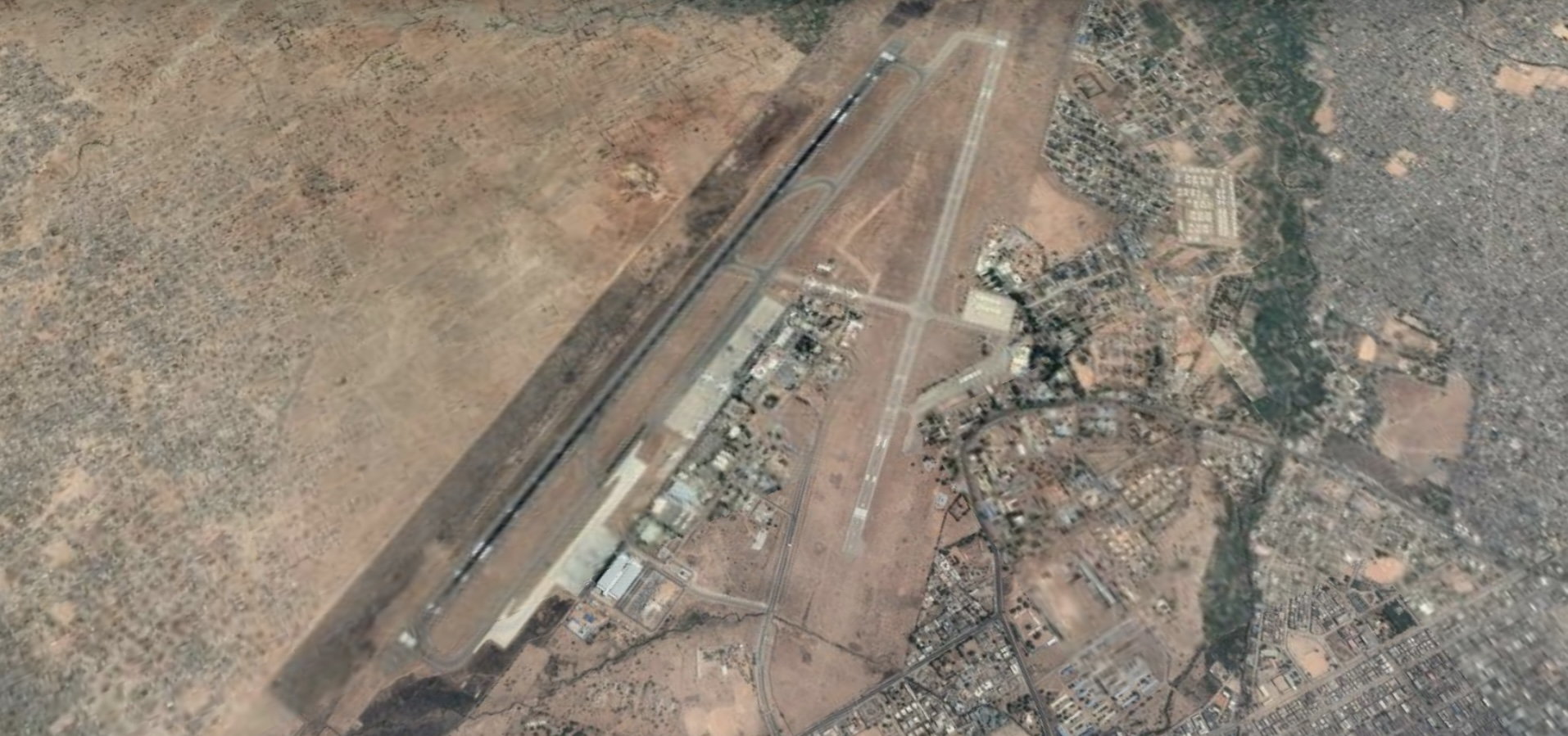
Sân bay Kano từ trên cao.

Chiếc 707 do Alia vận hành đã được Nigeria Airlines thuê để chở khách hành hương trở về từ Jeddah, Ả Rập Saudi tới Lagos, Nigeria. Thời tiết xấu ở Lagos khiến phi công chuyển hướng đến Kano. Sân bay quốc tế Kano đã có gió mạnh vào thời điểm đó. Chiéc 707 đã hạ cánh bánh xe mũi trước, và càng trước bị sụp sau khi rơi xuống một chỗ trũng trên đường băng. Càng sau bên phải sau đó bị sập. Chiếc 707 quay 180 độ, rơi khỏi đường băng và bốc cháy.
Trong số 202 hành khách và phi hành đoàn trên máy bay, 176 người chết và chỉ có 26 người sống sót. Một sự khác biệt đáng ngờ chỉ xảy ra trong khoảng 14 tháng khi chuyến bay 981 của Turkish Airlines rơi ở Pháp làm 346 người thiệt mạng vào ngày 3 tháng 3 năm 1974.